# At the Beeb
At the Beeb je album britanskog rock sastava Queen koji je snimljen i emitiran uživo tijekom dva nastupa sastava u emisiji BBC radija 1 pod nazivom "Zvuk 70-tih" i to 5. veljače i 3. prosinca 1973. godine. Album je za europsko tržište izdan 4. prosinca 1989. godine, dok je za američko tržište objavljen 7. ožujka 1995. godine pod nazivom Queen At the BBC.
Sve pjesme nalaze se na albumu Queen, osim "Ogre Battle" koja se nalazi na albumu Queen II. Skladbe na albumu zvuče drugačije od originala u verzijama kako ih je sastav uživo i izvodio, što se posebno primjećuje na drugom dijelu albuma koji je snimljen tijekom drugog nastupa u emisiji. Vrhunci albuma su izvedbe pjesama "Ogre Battle", "Great King Rat" i "Son And Daughter", s karakterističnim gitarskim solom Briana Maya u svojoj ranoj inačici. Verzija skladbe "Ogre Battle" se razlikuje od uobičajene kako ju je sastav uživo izvodio jer počinje odmah sa svojim gitarskim riffom bez dugog gitarskog uvoda, što je rezultat oštećene originalne snimljene vrpce na tom dijelu pjesme. Pjesmu "Doing All Right" uz Mercuryja je otpjevao i bubnjar Taylor, što nije slučaj na albumu.
Album je vrlo dobar pokazatelj zvuka sastava u njihovim početcima dok su još tražili svoj vlastiti originalni glazbeni stil, kojega će ubrzo nakon ovih nastupa razviti na albumima koji su uslijedili. Queen ovdje zvuče upravo onako kako se od njih i očekuje u ovoj ranoj fazi njihove karijere: sirovi, žestoki i melodični hard rock iskaz s progresivnim elementima i višeglasnim vokalnim harmonijama, dugim instrumentalnim solima i čestim promjenama ritma i forme skladbi. Posebnost albuma je žestoki zvuk Mayove gitare koju se ovdje može čuti u punom smislu, bez produkcijskih ublažavanja, poliranja i nadosnimavanja. Svatko koga zanima "pravi" zvuk sastava bez studijskih dodira bi trebao poslušati ovaj album, koji je ujedno i najstariji materijal Queena snimljen uživo.

## Popis pjesama
1. My Fairy King (Mercury) – 4:06
2. Keep Yourself Alive (May) – 3:48
3. Doing All Right (May - Staffell) – 4:11
4. Liar (Mercury) – 6:28
5. Ogre Battle (Mercury) – 3:57
6. Great King Rat (Mercury) – 5:56
7. Modern Times Rock 'n' Roll (Taylor) – 2:00
8. Son and Daughter (May) – 7:08